# جان فین، یازدهمین ارل وست مورلند
جان فین، یازدهمین ارل وست مورلند (انگلیسی: John Fane, 11th Earl of Westmorland; ۲ فوریهٔ ۱۷۸۴ – ۱۶ اکتبر ۱۸۵۹) نظامی و سیاست‌مدار اهل پادشاهی متحد بریتانیای کبیر و ایرلند بود.